# Teucholabis kiangsiensis
Teucholabis kiangsiensis är en tvåvingeart som beskrevs av Alexander 1937. Teucholabis kiangsiensis ingår i släktet Teucholabis och familjen småharkrankar. Inga underarter finns listade i Catalogue of Life.